# Myrmecozela pogonopis
Myrmecozela pogonopis är en fjärilsart som beskrevs av Edward Meyrick 1926. Myrmecozela pogonopis ingår i släktet Myrmecozela och familjen äkta malar. Inga underarter finns listade i Catalogue of Life.